# 香川県道200号まんのう善通寺線
香川県道200号まんのう善通寺線（かがわけんどう200ごう まんのうぜんつうじせん）は、香川県仲多度郡まんのう町から善通寺市に至る一般県道である。

## 概要
満濃池の堤防から北上し、仲多度郡まんのう町と善通寺市との境界付近で香川県道・徳島県道4号丸亀三好線に合流する。

### 路線データ
- 起点：香川県仲多度郡まんのう町神野（満濃池付近）
- 終点：香川県善通寺市与北町（香川県道・徳島県道4号丸亀三好線交点、香川県道199号炭所西善通寺線終点）

## 路線状況

### 重複区間
- 香川県道190号炭所東琴平線（仲多度郡まんのう町吉野下）

## 地理

### 通過する自治体
- 仲多度郡まんのう町
- 善通寺市

### 交差する道路
| 交差する道路                                                | 市町村名 | 市町村名   | 交差する場所 | 交差する場所         |
| ----------------------------------------------------------- | -------- | ---------- | ------------ | -------------------- |
| 香川県道197号財田まんのう線                                 | 仲多度郡 | まんのう町 | 真野         |                      |
| 香川県道190号炭所東琴平線 重複区間起点                      | 仲多度郡 | まんのう町 | 吉野下       |                      |
| 香川県道190号炭所東琴平線 重複区間終点                      | 仲多度郡 | まんのう町 | 吉野下       |                      |
| 国道32号                                                    | 仲多度郡 | まんのう町 | 吉野下       |                      |
| 香川県道282号高松琴平線                                     | 仲多度郡 | まんのう町 | 吉野下       | 四條交差点           |
| 香川県道47号岡田善通寺線                                    | 仲多度郡 | まんのう町 | 公文         | まんのう町公文交差点 |
| 香川県道・徳島県道4号丸亀三好線 香川県道199号炭所西善通寺線 | 善通寺市 | 善通寺市   | 与北町       | 終点                 |

### 交差する鉄道
- 高松琴平電気鉄道琴平線

### 沿線
- 満濃池
- まんのう町立満濃南小学校
- まんのう町立四条小学校